# Pyrinia quadrataria
Pyrinia quadrataria är en fjärilsart som beskrevs av Walker 1862. Pyrinia quadrataria ingår i släktet Pyrinia och familjen mätare. Inga underarter finns listade.